# RUSC. Universities and Knowledge Society Journal
RUSC. Universities and Knowledge Society Journal és una publicació d'accés obert, interdisciplinar i revisada científicament per parells sobre l'aprenentatge virtual, la universitat i la societat del coneixement. Els àmbits temàtics de RUSC són els següents:
- Models d'universitat en la societat del coneixement.
- Models formatius i ús de la tecnologia en l'ensenyament superior.
- Sistemes d'accés obert en l'ús de materials d'aprenentatge. Sistemes per al desenvolupament i ús de recursos educatius en obert.
- Models tecnològics i pedagògics i innovacions.
- Transformacions en els processos administratius o d'aprenentatge en l'ensenyament superior a partir de l'ús de les TIC.
- La perspectiva organitzativa i de gestió en l'ús de les TIC en les institucions d'ensenyament superior.
- Lideratge i govern de la universitat en la societat del coneixement.
- Models de presència i de servei de la universitat utilitzant Internet.

Editada per la Universitat Oberta de Catalunya (UOC), i, per la University of New England (UNE) a partir de l'any 2013 per part d'un consell de redacció internacional. RUSC. Universities and Knowledge Society Journal adopta un enfocament global sobre l'aprenentatge virtual, la universitat i la societat del coneixement i el seu objectiu és publicar col·laboraciones que puguin ser llegides tant per no especialistes com per experts acadèmics i professionals. Recentment, s'ha incorporat a les revistes científiques de l'International Congress on Education, Innovation and Learning Technologies (ICEILT 2014).
La revista RUSC. Universities and Knowledge Society Journal disposa d'un procés de revisió per parells i tots els articles són revisats per un expert. El sistema d'arbitratge recorre a avaluadors externs a l'entitat o institució editora de la revista.
Aquesta revista proporciona accés lliure immediat als seus continguts basant-se en el principi que el fet de posar la recerca a disposició del públic de manera gratuïta afavoreix l'intercanvi global de coneixement.
RUSC. Universities and Knowledge Society Journal ha estat acceptada i indexada en els següents directoris, catàlegs, biblioteques i bases de dades >> Entre les fonts d'informació vinculades amb la qualitat de les revistes acadèmiques se'n destaca DICE, DOAJ, LATINDEX, OAISTER, Educational Research Premier(EBSCO), Fuente Academica(EBSCO), DIALNET, MIAR, DULCINEA, SHERPA/RoMEO, ULRICH's Periodicals, Contemporary Science Asociation o SCOPUS.